# Zé Rui
José Rui de Pina Aguiar, communément appelé Zé Rui, est un footballeur puis entraîneur capverdien, né le 6 novembre 1964 à Praia. Il évolue au poste de défenseur de la fin des années 1990 au début des années 2000.
International capverdien, il fait l'essentiel de sa carrière de joueur au CF Belenenses et au Vitória Setúbal. Comme entraîneur, il dirige en 2006 la sélection nationale du Cap-Vert.

## Biographie
Zé Rui rejoint en 1987 le União Santiago (en), club de deuxième division portugaise. Après trois ans dans cette équipe, Il signe à O Elvas puis rejoint en 1992 União Leiria. Après une saison comme titulaire avec ce club, il signe au CF Belenenses en I Divisão. Après deux saisons, il signe au Vitória Setúbal où il reste quatre saisons. Il dispute lors de cette saison deux rencontres avec la sélection du Cap-Vert comptant pour les qualifications de la Coupe d'Afrique des nations 2000.
Il termine sa carrière dans les rangs du CD Beja (en) en troisième division1. En avril 2000, il dispute sa dernière sélection en équipe du Cap-Vert, un match nul zéro partout face à l’Algérie dans une rencontre comptant pour les qualifications de la Coupe du monde.
En 2003, il devient entraîneur adjoint de la sélection capverdienne au côté du sélectionneur Alexandre Alhinho. En mai 2006, il occupe le poste de sélectionneur après le départ d'Alhinho en janvier. Sous ses ordres, l'équipe s'incline tout d'abord contre le Portugal en match amical de préparation à la Coupe du monde sur le score de quatre à un. En éliminatoires de la Coupe d'Afrique des nations 2008, l'équipe perd face à la Gambie deux à zéro puis l'emporte à Praia face à la Guinée sur le score d'un à zéro.
Il est remplacé par Ricardo Rocha en novembre 2006 et redevient alors adjoint du sélectionneur d'abord auprès de Rocha, puis de son successeur João de Deus.